# 苑冉
苑冉（1979年3月19日—），中国大陆女主持人、演员、歌手。黑龙江哈尔滨人。
影视代表作有《神探狄仁杰第三部》、《神断狄仁杰》、《猎鹰1949》、《飞虎神鹰》、《孤岛飞鹰》、《一路驚喜》、《大宅门1912》、《大漠枪神》、《離婚律師》、《獵場》、《老媽的桃花運》、《咱們相愛吧》、《大秦帝國之裂變》、《電腦娃娃》。2020年出演《以家人之名》；2021年出演《暗格里的秘密》、《我在他鄉挺好的》；2022年出演《昔有琉璃瓦》飾演晉寧以及《假日暖洋洋2》飾演崔雪；2023出演《去有風的地方》飾演陳蘭芝。

## 生平
1993年获中华稚星大赛全国总决赛亚军。
1999年毕业于北京舞蹈学院中国舞系。2001年起主持中国中央电视台《动画城》节目，昵称“小蜻蜓”，并演唱主题曲《快点告诉你》。
2005年毕业于中央戏剧学院表演系本科。

## 参演作品

### 电视剧
| 首播年份 | 剧名                         | 角色             |
| 2002年   | 《给我一个妈》               | 何芝             |
| 2004年   | 《乾隆与香妃》               | 月梅             |
| 2006年   | 《诺尔曼·白求恩》            | 小林             |
| 2006年   | 《青春之歌》                 | 白莉萍           |
| 2007年   | 《温州人在巴黎》             | 刘燕             |
| 2008年   | 《中国志愿者》之《唱支山歌》 | 小林             |
| 2008年   | 《神探狄仁杰第三部》         | 黑衣天王（小桃） |
| 2008年   | 《电脑娃娃》                 | 蒋丽             |
| 2009年   | 《猎鹰1949》                 | 林玉仙           |
| 2009年   | 《大秦帝国之裂变》           | 玄奇             |
| 2010年   | 《神断狄仁杰》               | 武元敏           |
| 2011年   | 《飞虎神鹰》                 | 小锦娣           |
| 2012年   | 《孤岛飞鹰》                 | 章月欣           |
| 2012年   | 《小白菜奇案》               | 夏夫人           |
| 2013年   | 《大宅门1912》               | 红花             |
| 2014年   | 《大漠枪神》                 | 大莲             |
| 2014年   | 《离婚律师》                 | 石姜             |
| 2016年   | 《老妈的桃花运》             | 姚荣             |
| 2016年   | 《咱們相愛吧》               | 安娜             |
| 2017年   | 《猎场》                     | 冯眷眷           |
| 2020年   | 《以家人之名》               | 贺梅             |
| 2021年   | 《暗格里的秘密》             | 李锦芸           |
| 2021年   | 《我在他乡挺好的》           | 赵医生           |
| 2022年   | 《昔有琉璃瓦》               | 晋宁             |
| 2022年   | 《假日暖洋洋2》              | 崔雪             |
| 2022年   | 《天才基本法》               | 高主任           |
| 2023年   | 《去有风的地方》             | 陈兰芝           |
| 2023年   | 《星落凝成糖》               | 雪倾心           |
| 2023年   | 《一路朝阳》                 | 林晓月           |
| 2023年   | 《乐游原》(网络剧)           | 卢氏             |
| 2023年   | 《此心安处是吾乡》           | 李梅             |
| 2023年   | 《说好的幸福》(2013年拍攝)   | 杨欣蕾           |
| 2024年   | 《欢乐家长群》               | 高宇轩妈妈       |
| 2025年   | 《国色芳华》                 | 何母             |
| 2025年   | 《乌云之上》                 | 王學華母親       |
| 2025年   | 《陷入我们的热恋》(网络剧)   | 韦主任           |
| 2025年   | 《锦绣芳华》                 | 何母             |
| 2025年   | 《欢乐家长群2》              | 高宇轩妈妈       |
| 待播     | 《逐玉》 (网络剧)            |                  |
| 待播     | 《三人行》 (网络剧)          | 刘美奕           |

### 电影
| 上映年份 | 片名           | 角色   |
| 2004年   | 《爸爸的味道》 | 孟卿卿 |
| 2004年   | 《心桥恋人》   | 周芷晴 |
| 2015年   | 《一路惊喜》   | 贺媛   |
| 2021年   | 《情系火炬村》 |        |